# Dyvelsten
Dyvelsten est un village suédois de la commune de Forshaga.
Sa population était de 254 habitants en 2019. 